# Janusz Styrna
Janusz Antoni Styrna (ur. 15 stycznia 1949 w Gliwicach, zm. 25 grudnia 2012 we Wrocławiu) – polski przedsiębiorca, redaktor i działacz społeczny.

## Życiorys
Janusz Antoni Styrna urodził się 15 stycznia 1949r. w Gliwicach. Był współwłaścicielem oraz redaktorem naczelnym, wraz z Mariuszem Majskim, „Auto Giełdy Dolnośląskiej”, regionalnej gazety ogłoszeniowej poświęconej motoryzacji, wydawanej we Wrocławiu. Gazeta ta była jednym z najważniejszych źródeł ogłoszeń motoryzacyjnych na Dolnym Śląsku i była wydawana przez firmę „Autogiełda – M. Majski, J. Styrna”.
Oprócz działalności wydawniczej, Janusz Styrna angażował się w działalność społeczną. Był członkiem Rotary Club we Wrocławiu, gdzie aktywnie uczestniczył w działaniach klubu na rzecz lokalnej społeczności.
Zmarł 25 grudnia 2012 roku we Wrocławiu.